# Euproctis plagiata
Euproctis plagiata är en fjärilsart som beskrevs av Walker 1855. Euproctis plagiata ingår i släktet Euproctis och familjen tofsspinnare. Inga underarter finns listade i Catalogue of Life.